# Абдурахманова Дільбар Гулямівна
Дільбар Гулямівна Абдурахманова (1 травня 1936, Москва — 20 березня 2018) — узбецька диригентка. Лавреатка Державної премії СРСР, Державної премії Узбецької РСР ім. Хамзи, нагороджена медаллю «Шухрат», професорка, народна артистка СРСР.

## Біографія
- 1948—1955 — навчання у музичній школі ім. Глієра (клас скрипки)
- 1955—1960 — навчання у Ташкентській державній консерваторії на відділенні оперно-симфонічного дирижування під керівництвом професора Мухтара Ашрафі.
- 1957 — ще студенткою взяла участь у фестивалі диригентів у Москві
- 1957—1960 — працювала скрипачкою у ДАБТі ім. Навої (Ташкент)
- 1960 — диригентка ДАБТу
- 1974 — призначена головною диригенткою театру